# Ферль
Ферль (нім. Verl) — місто в Німеччині, знаходиться в землі Північний Рейн-Вестфалія. Підпорядковується адміністративному округу Детмольд. Входить до складу району Гютерсло.
Площа — 71,36 км2. Населення становить 25 382 ос. (станом на 31 грудня 2020).